# Savigné-sur-Lathan
 Savigné-sur-Lathan  es una población y comuna francesa, situada en la región de  Centro, departamento de Indre y Loira, en el distrito de Tours y cantón de Château-la-Vallière.

## Demografía
| 905 | 926 | 894 | 938 | 1033 | 1049 | 1262 | 1366 | 1362 | 1347 |
| Para los censos de 1962 a 1999 la población legal corresponde a la población sin duplicidades (Fuente: INSEE [Consultar]) |     |     |     |      |      |      |      |      |      |